# Amarodytes undulatus
Amarodytes undulatus är en skalbaggsart som beskrevs av Gschwendtner 1954. Amarodytes undulatus ingår i släktet Amarodytes och familjen dykare. Inga underarter finns listade i Catalogue of Life.